# Po prostu miłość (telenowela 2005)
Po prostu miłość (hiszp. Amarte Asi, Frijolito) – amerykańsko-argentyska telenowela. Składa się ze 119 odcinków.

## Wersja polska
W Polsce telenowela była emitowana na antenie TV Puls. Opracowaniem wersji polskiej zajęło się Sun Studio Polska. Autorką tekstu była Eliza Płocieniak. Lektorem serialu był Daniel Załuski.

## Obsada
- Litzy – Margarita
- Mauricio Ochmann – Ignacio
- Alejandro Flores – Frijolito
- Carla Peterson – Chantal
- Roberto Mateos – Francisco
- Edgar Viviar – Pan Pedro
- Christina Romero – Rosita
- Tina Romero – Pani Evangelina
- Mariana Beyer – Dulce
- Jorge Schubert – Ramiro
- Vanessa Robbiano – Carmen
- Liliana Rodriguez – Anunciancion
- Marita Ballesteros – Lucrecia
- Jorge Juarez – David
- Irene Almus – Adela
- Cristina Romero – Lucho
- Guido Massai – Temo
- Segio Ochoa – Vincente
- Leonardo Juarez – Tono
- Isamar Gonzalez – Daniela
- Pietro Gian – Salvador
- Diego Olivera – Gregorio
- Jorge Schubert – Ramiro
- Mercedes Scapola – Olga
- Mauricio Rodriguez – Patocho
- Maxi Ghione – Lucho
- Celina Font – Lucia Luna